# Fiq-Zone
Die Fiq-Zone ist eine Verwaltungszone der Somali-Region in Äthiopien. Sie liegt im Westen der Region am Fluss Erer an der Grenze zu Oromia. Laut Volkszählung von 2007 hatte sie 347.769 Einwohner, von denen 33.898 in städtischen Gebieten lebten. Hauptstadt der Zone ist Fiq (Fiiq). 1997 waren von 233.431 Einwohnern 99,89 % Somali, 99,98 % sprachen Somali als Muttersprache. 1,33 % (2.912) konnten lesen und schreiben.
Die Zone ist gemäß den Dokumenten der Zentralen Statistikagentur Äthiopiens von 2007 in die acht Woredas Fiq, Dihun, Segeg, Gerbo, Hamero, Legehida, Selehad und Meyu Muluke eingeteilt. In den Dokumenten von 1998 und 2005 sind hingegen die drei Woredas Legehida, Selehad und Meyu Muluke, die sich der Grenze zu Oromia entlang erstrecken, nicht erwähnt. Diese Gebiete sind vom Grenzstreit zwischen Somali und Oromia betroffen.
Größere Orte in der Fiq-Zone sind neben Fiq Hamero, Segeg, Gerbo und Geresley.
Etwa 70 bis 80 % der Einwohner sind Viehzüchter, die Kamele, Ziegen, Schafe sowie in ergiebigen Weidegebieten Rinder halten. Sie leben als Nomaden und ziehen in normalen Jahren innerhalb der Zone umher; in schlechteren Jahren begeben sie sich auch in die Woreda Babile und weitere Gebiete der Jijiga-Zone, in die Umgebung von Imi und Teile der Oromia-Region. 15–25 % der Bevölkerung in Fiq sind Agropastoralisten, die Ackerbau (Sorghum und daneben Mais) und Viehhaltung (Rinder sowie Kleinvieh und Kamele) verbinden. Bis zu 5 % sind Stadtbewohner, die von nicht-landwirtschaftlichen Tätigkeiten leben. Aufgrund der Handelsbeziehungen mit Somalia ist im Süden der Zone der Somalia-Schilling als Zahlungsmittel verbreitet, im Norden dominiert der äthiopische Birr.
Die Fiq-Zone ist vom Konflikt zwischen der separatistischen ONLF und der äthiopischen Armee betroffen, der sich seit 2007 verschärft hat. Human Rights Watch zufolge hat vor allem die Armee Menschenrechtsverletzungen an Zivilisten in der Zone begangen. Die Ärzte ohne Grenzen beklagten, am Zugang zur Fiq-Zone gehindert worden zu sein.